# Décès en 889
Décès
- 885
- 886
- 887
- 888
- 889
- 890
- 891
- 892
- 893

Cette page dresse une liste de personnalités mortes au cours de l'année 889 :
- 11 septembre : Willibert, archevêque de Cologne.

- Soumbat Ier d'Artanoudji, prince d'Artanoudji de la famille des Bagrations.
- Giric mac Dúngal, co-roi des Scots.
- Ibn Marwan, haut fonctionnaire à Cordoue puis fondateur de la ville de Badajoz, en 875.
- Ibn Qutaybah, historien arabe.
- Eochaid mac Run, roi d'Écosse.

date incertaine (vers 889)
- Bořivoj Ier de Bohême, duc de Bohême.

## Crédit d'auteurs
- Cet article est partiellement ou en totalité issu de l'article intitulé « 889 » (voir la liste des auteurs).